# I Sing the Body Electric
| Recensione          | Giudizio    |
| ------------------- | ----------- |
| AllMusic            | [ 2 ]       |
| Robert Christgau    | B           |
| Sputnikmusic        | 3.5 (Great) |
| Debaser             | [ 5 ]       |
| Storia della musica | [ 6 ]       |

I Sing the Body Electric è il secondo album dei Weather Report, realizzato nel luglio del 1972.
In questo album comparivano due nuovi componenti della band: il percussionista Dom Um Romão ed il batterista Eric Gravatt.
Le ultime tre tracce erano state registrate il 13 gennaio 1972, durante un concerto a Tokyo. L'intero concerto sarà in seguito pubblicato nell'album Live in Tokyo.
L'album prende il titolo da un poema del 1855 di Walt Whitman, titolo ripreso anche da Ray Bradbury per un suo racconto del 1969.

## Tracce

### LP
Lato A
1. Unknown Soldier – 7:57 (Joe Zawinul) – Registrato nel novembre 1971 al Columbia Studios di New York
2. The Moors – 4:49 (Wayne Shorter) – Registrato nel novembre 1971 al Columbia Studios di New York
3. Crystal – 7:23 (Miroslav Vitous) – Registrato nel gennaio 1972 al Columbia Studios di New York
4. Second Sunday in August – 4:04 (Joe Zawinul) – Registrato nel gennaio 1972 al Columbia Studios di New York

Lato B
1. Medley – 10:45 – Registrato dal vivo il 13 gennaio 1972 al Shibuya Philharmonic Hall di Tokyo, Giappone
2. Surucucú – 7:46 (Wayne Shorter) – Registrato dal vivo il 13 gennaio 1972 al Shibuya Philharmonic Hall di Tokyo, Giappone
3. Directions – 4:37 (Joe Zawinul) – Registrato dal vivo il 13 gennaio 1972 al Shibuya Philharmonic Hall di Tokyo, Giappone

## Formazione

### Weather Report
- Josef Zawinul - pianoforte elettrico, pianoforte acustico, sintetizzatore ARP 2600
- Wayne Shorter - sassofoni
- Miroslav Vitous - basso
- Eric Gravatt - batteria
- Dom Um Romão - percussioni

Ospiti
- Andrew White - corno inglese (brano: "Unknown Soldier")
- Hubert Laws, Jr. - flauto (brano: "Unknown Soldier")
- Wilmer Wise - tromba (brano: "Unknown Soldier")
- Ralph Towner - chitarra a 12 corde (brano: "The Moors")
- Yolande Bavan - voce (brano: "Unknown Soldier")
- Joshie Armstrong - voce (brano: "Unknown Soldier")
- Chapman Roberts - voce (brano: "Unknown Soldier")

Note aggiuntive
- Shoviza Productions, Inc. - produzione
- Robert Devere - produttore esecutivo
- Brani lato A: registrati nel novembre 1971 e nel gennaio 1972 al Columbia Studios di New York
- Brani lato B: registrati dal vivo il 13 gennaio 1972 al Shibuya Philharmonic Hall di Tokyo, Giappone
- Wayne Tarnowski - ingegnere delle registrazioni (Columbia Studios di New York)
- Susumu Satoh - ingegnere delle registrazioni (Shibuya Philharmonic Hall di Tokyo, Giappone)
- Wayne Tarnowski e Don Meehan - mixaggi
- Ed Lee - design copertina album originale
- Jack Trompetter e Fred Swanson - covert art album originale
- Ringraziamenti a: Ray Colcord e Jim Tyrrell[9]

## Classifica
Album
| Anno | Classifica    | Posizione raggiunta |
| ---- | ------------- | ------------------- |
| 1972 | Billboard 200 | 147                 |